# Dècada del 600

## Esdeveniments
- Primera menció escrita dels escacs
- La població mundial arriba als 208 milions aproximadament
- Es reformulen les lleis sobre jerarquia social al Japó
- S'escriu el poema Beowulf
- Neix el cant gregorià
- Arriba per primer cop la verola a Europa

## Personatges destacats
- Gregori el Gran, Papa i sant
- Bonifaci III, Papa
- Bonifaci IV, Papa
- Isidor de Sevilla, destacat eclesiàstic, erudit i orador
- Viteric, rei visigot (603-610)